# Green Bay Packers
Green Bay Packers er et  football hold baseret i Green Bay, Wisconsin. De spiller i øjeblikket i North Division i  National Football Conference i den bedste amerikanske football liga NFL.
Packers er det eneste hold i NFL, der ikke er privatejet. Packers er derimod ejet af 111.967 aktionærer, hvor ingen enkeltstående person må eje mere end 200 aktier.

## Historie

### Stiftelse
Packers blev stiftet i 1919 af Curly Lambeau og George Calhoun. Holdets første sponsor var et lokalt pakkefirma kaldt "Indian Packing Company", hvorfra navnet "Packers" stammer. Green Bay Packers er det ældste holdnavn i brug i NFL. Packers' hjemmebane "Lambeau Field" er således opkaldt efter Curly Lambeau.

### Lombardi's gyldne æra
Packers var et af de mest dominerende hold i 1960'ernes NFL. Ledet af træner Vince Lombardi vandt Packers de to første Super Bowls i 1967 og 1968 over henholdsvis Kansas City Chiefs og Oakland Raiders. Efter Lombardi's død i 1970 blev pokalen tildelt Super Bowl vinderen omdøbt til "The Vince Lombardi Trophy".

### De stille år
Efter Lombardi's exit i 1968 blev de næste mange år uden succes for Packers. Fra 1968 til 1991 havde Packers kun fem sæsoner over .500, dvs. en sæson med flere vundne kampe end tabte. Perioden var præget af dårlige draftpicks, et eksempel var i 1989, hvor Packers havde muligheden for at drafte en af de senere stjerner Barry Sanders, Deion Sanders og Derrick Thomas, men valgte offensive lineman Tony Mandarich. Mandarich blev senere tildelt den tvivlsomme ære som det tredje største sports "flop" i 25 år af ESPN 

### En ny gylden æra
Efter de dårlige præstationer i 1970'erne og 1980'erne blev Ron Wolf hyret i 1991 som general manager. Et af de første træk var at udnævne San Francisco 49ers offensive coordinator Mike Holmgren som head coach. Straks efterfølgende blev Brett Favre hentet i Atlanta Falcons i bytte for et first round draft pick. Favre startede for første gang i den tredje kamp af 1992-sæsonen, og har efterfølgende startet alle 237 kampe for Packers, hvilket er en NFL rekord.
I 1992 blev en af de mest lovende forsvarspillere Reggie White tilknyttet holdet fra free agency. Holmgren ved roret samt Favre og White på henholdsvis offense og defense resulterede i at Packers nåede anden runde i Playoffs i både 1993 og 1994. I 1995 vandt Packers over de forsvarende Super Bowl vindere San Francisco 49ers, men tabte til Dallas Cowboys i NFC Championship.
I 1996 endte Packers regular season med 13-3, hvilket var ligaens bedste resultat. Packers vandt over 49ers og Carolina Panthers, og kom i den første Super Bowl i 29 år. Super Bowl XXXI resulterede i en sejr over New England Patriots, og Packers kunne kalde sig "World Champions" for 12. gang. Den efterfølgende sæson kom Packers også helt til Super Bowl, men her blev det til et nederlag til Denver Broncos, en kamp der betragtes som et af de største "upsets" i Super Bowl historien.
1998 markerede slutningen på en æra, da Mike Holmgren forlod klubben med størstedelen af holdets trænere til fordel for Seattle Seahawks. Forsvarsstjerne Reggie White trak sig tilbage samme sæson, og general manager Ron Wolf gik på pension i 2001. Holdet kæmpede efterfølgende med at få en ny identitet efter tabet af så mange nøglepersoner.

### Den seneste tid
Siden 1998 har Packers haft svært ved at matche de gyldne tider i 1990'erne. Packers har dog NFL rekorden for flest vindende sæsoner (13) fra 1992 til 2005. 2006 endte med 8-8, og på trods af en dårlig start var Packers tæt på at komme i playoffs. Samarbejdet mellem Brett Farve og widereciver Donald Driver samt gode takter fra unge talenter som linebacker A.J. Hawk og running back Vernand Morency har bidraget til fornyet optimisme blandt Packers tilhængere. I dagene inden Super Bowl XLI besluttede Brett Favre sig for at tage endnu en sæson som quarterback for Green Bay Packers.

### Super Bowl XLV
Green Bay Packers vandt Super Bowl 45 med 31 – 25 over Pittsburgh Steelers. 
Aaron Rodgers blev kampens MVP.

## Tilhængere
Tilhængere af Green Bay Packers er kendt som nogen af de mest dedikerede i NFL. På trods af modgang har samtlige hjemmekampe på Lambeau Field været udsolgt siden 1960. På trods af at Packers er baseret i en lille by er de et af de mest populære hold i USA, med tilhængere landet over.
Packers fans bliver ofte kaldt "Cheeseheads", et øgenavn givet fordi Wisconsin har en meget stor ostproduktion. Wisconsin er kendt som "The Dairy State". Øgenavnet blev født som følge af den intense rivalisering mellem Wisconsin og Illinois sportshold. Chicago Bears fandt på udtrykket som en fornærmelse, men Packers-tilhængerene tog det til sig og siden har det været standudklædning at møde op til kampe iført det famøse "Cheesehead".

## Rivaler
Green Bay Packers har to divisionsrivaler, nemlig Chicago Bears og Minnesota Vikings.
- Chicago Bears vs. Green Bay Packers

Dette opgør er et af de ældste opgør i NFL, og de to hold har mødt hinanden flest gange af alle hold. De to hold delte sejrene i 2006-sæsonen.
- Minnesota Vikings vs. Green Bay Packers

Packers fører "all time Regular season record" 46-44 samt én kamp uafgjort mod Vikings, og vandt begge opgør i 2006-sæsonen.

## Nuværende spillertrup
| (Opdateret 09/01.2012 ) |  | |  | |  |
| vis diskussion rediger |  | |  | |  |
| DEPTH CHART Quarterbacks - 12 Aaron Rodgers QB - 10 Matt Flynn QB - 6 Graham Harrell QB Running Backs - 25 Ryan Grant RB - 44 James Starks RB - 30 John Kuhn FB - 32 Brandon Jackson RB - 33 Brandon Saine RB Wide Receivers - 80 Donald Driver WR - 85 Greg Jennings WR - 87 Jordy Nelson WR - 89 James Jones WR - 18 Randall Cobb WR - 9 Shaky Smithson WR |  | Tight Ends - 81 Andrew Quarless TE - 88 Jermichael Finley TE - 82 Taylor Ryan TE - 83 Tom Crabtee TE - 84 D.J. Williams TE Offensive Line - 76 Chad Clifton T - 73 Daryn Colledge G/T - 75 Bryan Bulaga T/G - 70 TJ Lang T/G - 67 Nick McDonald G - 72 Jason Spitz G/C - 71 Josh Sitton G - 74 Marshall Newhouse T - 78 Derek Sherrod T - 62 Evan Deitrich-Smith G Linebackers - 50 A.J. Hawk OLB - 93 Erik Walden OLB - 55 Desmond Bishop MLB - 51 D.J. Smith MLB - 58 Frank Zombo OLB - 52 Clay Matthews III OLB - 49 Rob Francois MLB - 97 Vic So'Oto LB - 59 Brad Jones OLB |  | Defensive Backs - 20 Atari Bigby S - 36 Nick Collins FS - 27 Anthony Smith S - 24 Jarrett Bush CB - 38 Tramon Williams CB - 37 Sam Shields CB - 26 Charlie Peprah S - 21 Charles Woodson CB - 42 Morgan Burnett S - 31 Devon House DB - 22 Pat Lee CB Defensive Line - 90 Bj Raji NT - 94 Jarius Wynn DE - 79 Ryan Pickett DT/DE - 95 Howard Green DE - 97 CJ Wilson DE - 91 Guy Lawrence DE - 96 Mike Neal DE Special Teams - 2 Mason Crosby K - 8 Tim Masthay P - 61 Brett Goode LS |  |